# Shonen Jump+
Shonen Jump+ (яп. 少年ジャンプ, Сьо:нен дзямпу пурасу) — японський інтернет-журнал манґи, заснований видавництвом Shueisha, який є відгалуженням лінійки журналів Jump. Журнал був заснований 22 вересня 2014 року і доступний через безкоштовний мобільний додаток і веб-сайт. Незважаючи на назву, в Shonen Jump+ публікується не тільки серії сьонен-манґи, цільовою аудиторією якої є хлопчики та юнаки, але також публікуються серії, орієнтовані на жінок і дорослих. У журналі публікується оригінальна манґа, а також манґа з інших журналів Shueisha і розміщуються цифрові видання журналу Weekly Shonen Jump. Відомі серії манґи, які публікуються в Shonen Jump+, включають Fire Punch, World's End Harem, Astra Lost in Space, Hell’s Paradise: Jigokuraku, Spy × Family, Kaiju № 8, Dandadan тощо.
За межами Японії Shueisha публікує оригінальну манґу за допомогою інтернет-сервісу Manga Plus.

## Історія

### До початку роботи
Журнал Weekly Shonen Jump видавництва Shueisha в 1990-х роках досяг пікового щотижневого тиражу в 6,53 мільйона копій, але відтоді його читацька аудиторія неухильно знижувалася внаслідок ширшого занепаду індустрії друкованих медіа. Як заходи у відповідь Shueisha звернулася до цифрової дистрибуції, намагаючись охопити ширшу аудиторію читачів.
Безкоштовне цифрове видання Weekly Shonen Jump було випущено в результаті японського землетрусу та цунамі в 2011 році, після того, як катастрофа торкнулася лінії доставки та дистрибуції. Випуск цифрового журналу в цей час був ускладнений через те, що робочі процеси відрізнялися від випуску друкованої версії. У 2012 році Shueisha запустили книжковий інтернет-магазин Jump Book Store, який мав невеликий комерційний успіх і став джерелом натхнення для Shonen Jump+.
У 2013 році Shueisha запустила інтернет-сервіс манґи Jump LIVE. Хоча додаток за три тижні було завантажено понад 1 мільйон разів, редакційний відділ виявив, що він містить надто багато контенту, і що важко відрізнити безкоштовний контент від платного. Зрештою Shueisha закрила сервіс. Проте досвід запуску інтернет-сервісу надалі допоміг видавництву з Shonen Jump+.

### Після початку роботи
Shonen Jump+ був заснований 22 вересня 2014 року та включав понад 30 найменувань манґи; деякі з них були перенесені з Jump LIVE, у тому числі ēlDLIVE та Nekoda-biyori. Цифрову версію журналу Weekly Shonen Jump можна було придбати в Shonen Jump+ за ціною 300 єн за один випуск або 900 єн у вигляді щомісячної підписки.
Порівняно з Weekly Shonen Jump, манґа, опублікована в Shonen Jump+, підпадає під слабкіші редакційні обмеження щодо відвертого змісту. За словами Сюхея Хосоно, головного редактора Shonen Jump+, кількість щотижневих активних користувачів збільшилася з 1,1 мільйона до 1,3 мільйона в період із квітня по травень 2016 року; Хосоно зазначив, що зростання користувачів було викликано випуском Вогняного удару і World's End Harem, що містили зображення сексу та насильства, не дозволені у Weekly Shonen Jump. Починаючи з 2017 року в журналі Weekly Shonen Jump випускаються роботи манґак, які раніше публікували свої роботи в Shonen Jump+, серед яких We Never Learn Таїсі Цуцуї, Людина-бензопила Тацукі Фудзімото та Mitama Security Хатому.
2019 став для журналу проривним. Нова манґа Spy × Family залучила до використання програми безліч користувачів, у тому числі жінок. Після початку публікації манґи частка користувачів-жінок збільшилася на 5 %, тоді як 60-65 % складали чоловіки. Манґа Astra Lost in Space отримала аніме-адаптацію, а Eren the Southpaw — адаптацію у форматі дорами; обидві є оригінальними манґами Shonen Jump+. Крім цього, оригінальні манґи журналу стали отримувати престижні премії, зокрема, Astra Lost in Space виграла 12-у премію Manga Taishō, ставши першим веб-коміксом, який отримав її.
Інтернет-сервіс Manga Plus, міжнародна версія Shonen Jump+, було запущено 28 січня 2019 року. Міжнародне видання Shonen Jump+ було вперше запропоноване у 2017 році як засіб звернення до неяпонської аудиторії; додаток спочатку був доступний англійською та іспанською мовами. Також у 2019 році Shueisha випустила Marvel × Shonen Jump + Super Collaboration, спільну серію з Marvel Comics, що складається з семи ван-шотів, написаних різними манґаками Weekly Shonen Jump, включаючи автора манґи Yu-Gi-Oh! Кадзукі Такахасі. У грудні 2020 року манґа Deadpool: Samurai почала публікуватися в Shonen Jump+ після випуску ван-шоту у жовтні 2019 року.
У 2020 році у зв'язку з пандемією COVID-19 деякі манґи Shonen Jump+ публікувалися за зміненим графіком. Веб-сайт Jump Digital Labo був запущений редакційним відділом Shonen Jump+ у липні 2020 року для збору пропозицій щодо цифрового розвитку. Манґа «Кайдзю № 8», що публікується в інтернет-журналі з липня 2020 року, набрала 30 мільйонів переглядів сторінок у жовтні 2020 року, ставши найчастіше прогляданою манґою Shonen Jump+.
14 грудня 2020 року було оголошено, що друга частина манґи Людина-бензопила, що раніше виходила в Weekly Shonen Jump, буде публікуватися в Shonen Jump+.
У 2023 році кожна нова манга, окрім серій Indies та ліцензійних серій, запущена на Shonen Jump+, почала отримувати одночасний англомовний реліз на Manga Plus.

## Результативність
Станом на травень 2019 року у Shonen Jump+ випущено понад 60 найменувань манґи. Програма була завантажена 10 мільйонів разів і разом з веб-сайтом її щотижня використовують 2,5 мільйона активних користувачів. Виручка від продажів у Shonen Jump+ склала понад 12 мільярдів єн.
Hell’s Paradise: Jigokuraku у 2018 році була найпопулярнішою манґою в журналі. З 2019 року найпопулярнішою в Shonen Jump+ манґою є Spy × Family. Ця манґа була відзначена тим, що приваблює читачів, у тому числі жінок, до використання застосунку і станом на травень 2020 року за допомогою журналу було продано тиражем понад 3 мільйони копій; за словами Хосоно, головного редактора журналу, зростання продажів можна порівняти з манґою Assassination Classroom, що публікувалася в Weekly Shonen Jump.

## Цензура
World's End Harem та Saotome Shimai wa Manga no Tame nara!? через відвертий зміст недоступні через програму для iOS, але доступні на веб-сайті та в програмі для Android.